# Murailles de Castel del Piano
Les Murailles de Castel del Piano (en italien ; Mura di Castel del Piano), constituent le système défensif du village fortifié de Castel del Piano (province de Grosseto), en Toscane.

## Histoire
Le besoin de la ville d'un nouvelle enceinte plus grande était dû aux menaces constantes apportées de l'extérieur vers Castel del Piano. Il a fallu de nombreuses années pour les construire. Les remparts entourent le Cassero Aldobrandesco, déjà présent depuis le XIIe siècle. Des  portes restent existantes : Porta Pianese, aujourd'hui surmontée de la Torre dell'Orologio et de la Porta Amiata ou Castiglionese. Au milieu des deux, au XVIIe siècle la petite Porta Spennaziana a été ajoutée pour relier la vieille ville au nouveau bourg sous les remparts. 

## Galerie

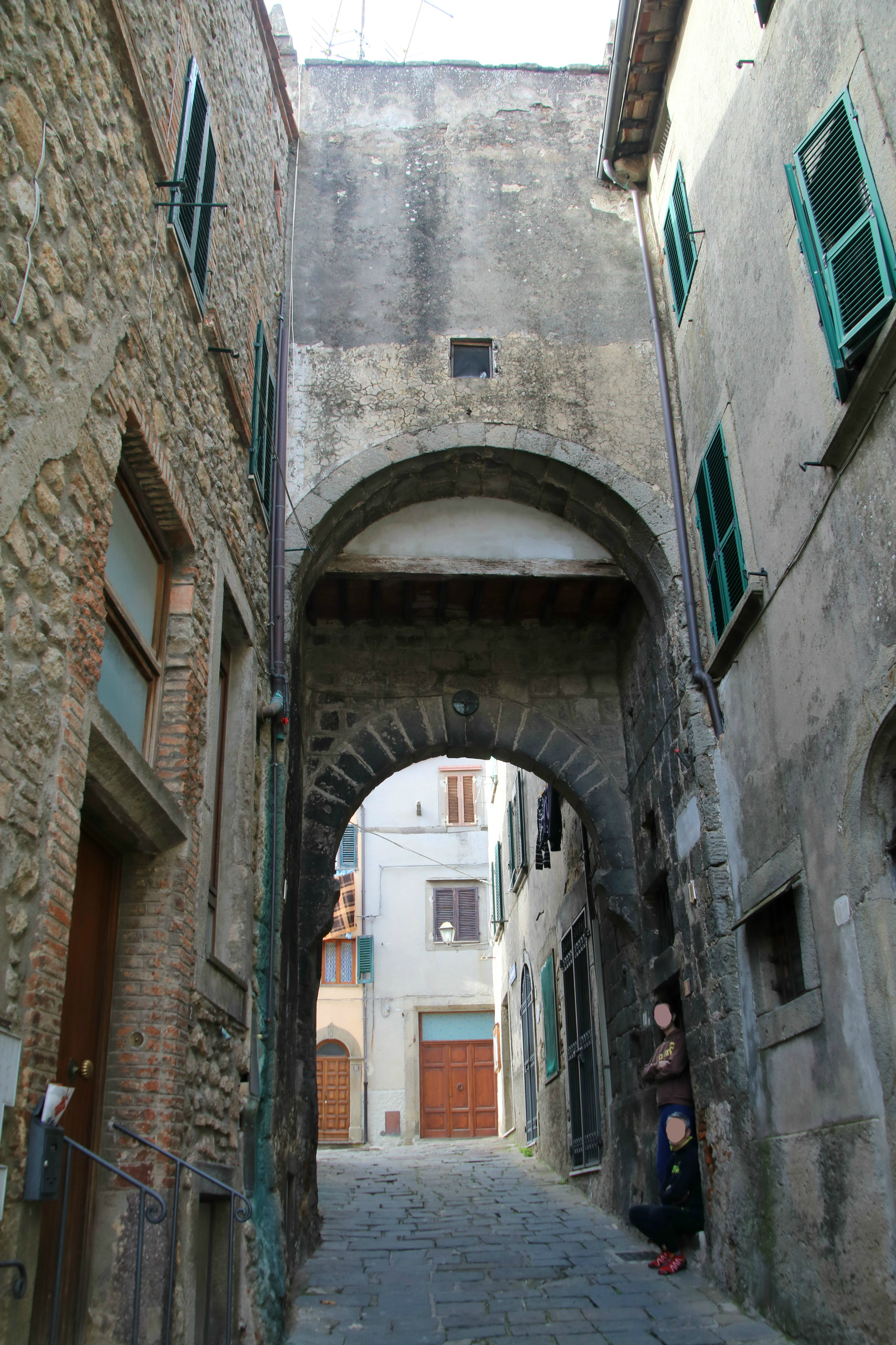
Porta Amiata
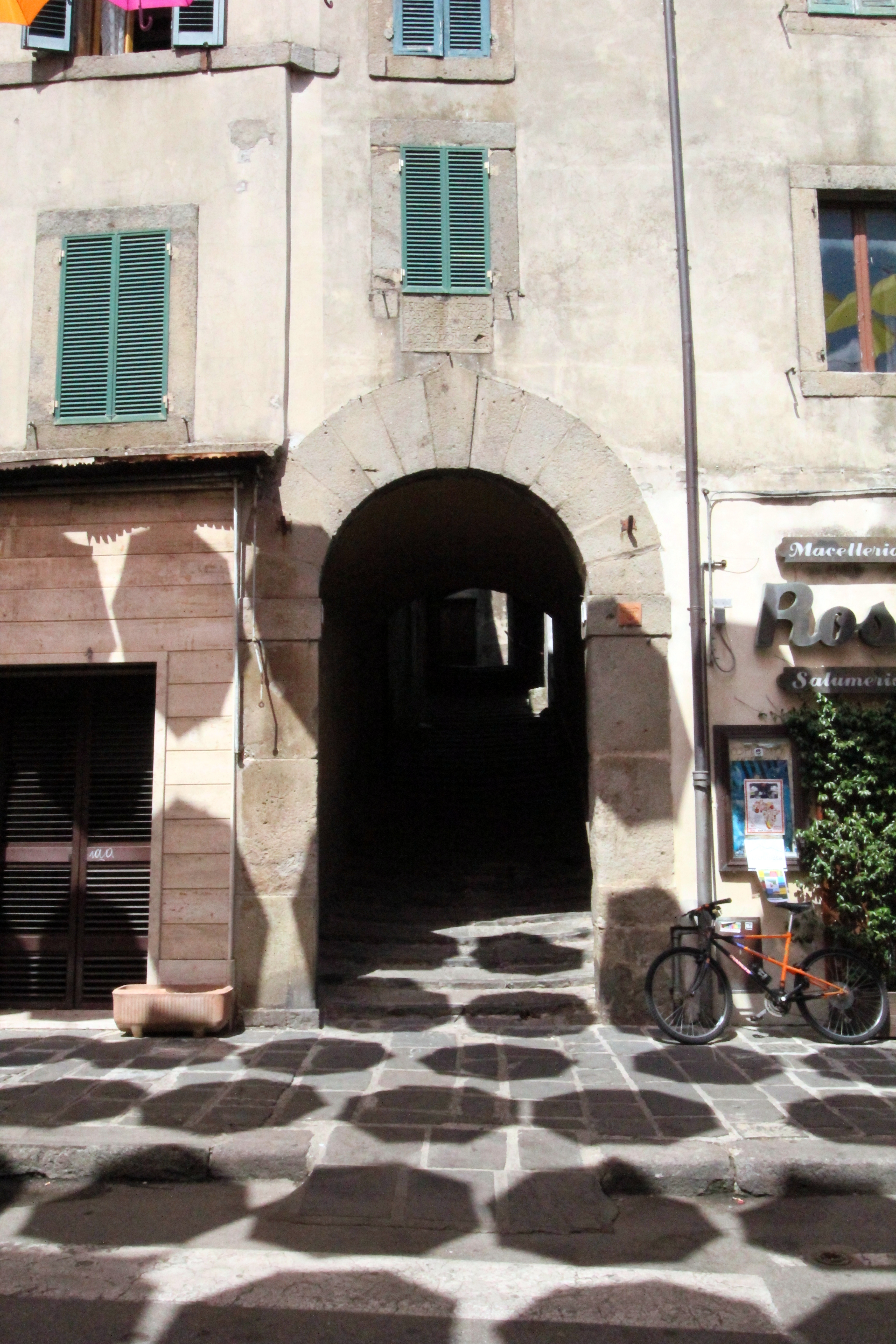
Porta Spennaziana